# Baptyści na Bahamach
Baptyści na Bahamach – baptyści są największą wspólnotą religijną w kraju. Stanowią ok. 30–40% ludności Bahamów.
Pionierami baptyzmu na Bahamach byli pod koniec XVIII wieku czarni niewolnicy, Frank Spence, Prince Williams oraz Sharper Morris. Gdy w roku 1833 Londyńskie Baptystyczne Towarzystwo Misyjne zaczęło wysyłać pierwszych misjonarzy między innymi na Bahamy istniały tam już nieliczne zbory baptystyczne na wyspie New Providence. W 1833 po zachęcie gubernatora na Bahamach osiedlił się angielski misjonarz Joseph Burton. Zbudował on Kościół Baptystyczny „Syjon”.
Pierwszym przewodniczącym Unii Baptystycznej na Bahamach został w 1892 angielski misjonarz wielebny Daniel Wsilshire i stanowisko to zajmował do śmierci w 1932. Ze względu na posiadane wykształcenie pełnił też funkcję przewodniczącego państwowej rady ds. oświaty.
Bahamy stały się podatnym gruntem dla rozwoju ruchu baptystycznego. Dziś baptyści na Bahamach prowadzą wiele szkół, uczelni, akcji charytatywnych itd.
Obecnie na Bahamach działalność prowadzi Narodowa Konwencja Baptystyczna licząca ponad 123 tysiące pełnoprawnych członków w 350 zborach. Ponadto liczby te należy powiększyć o niezależne zbory nie wchodzące w skład konwencji, oraz dzieci i młodzież która nie przyjęła jeszcze członkostwa kościelnego. Łącznie baptyści stanowią 30–40% ludności Bahamów.